# Khối lượng tới hạn

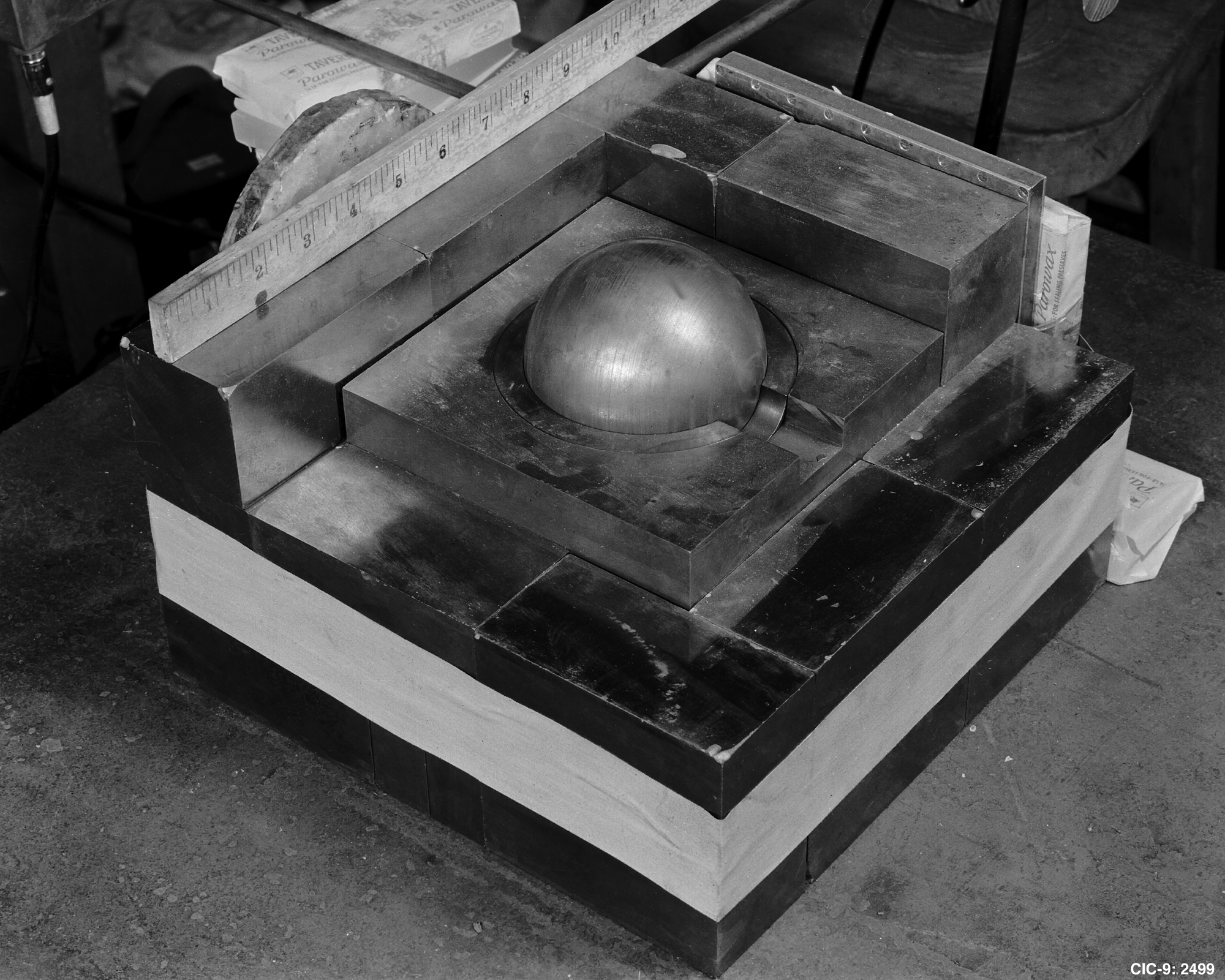
Quả cầu plutoni bao quanh bằng các khối carbide wolfram phản xạ neutron trong thí nghiệm năm 1945 ở Phòng thí nghiệm Los Alamos

Phân hạch của Urani-235 dưới tác động của neutron, cho ra hai mảnh hạt nhân và các neutron thứ cấp

Trong vật lý hạt nhân khối lượng tới hạn là khối lượng nhỏ nhất của vật liệu phân hạch cần thiết để duy trì phản ứng dây chuyền hạt nhân ổn định.
Khối lượng tới hạn của một vật liệu phân hạch phụ thuộc vào tính chất hạt nhân của nó, (cụ thể là tiết diện phân hạch hạt nhân hiệu dụng), mật độ, hình dạng, mức độ làm giàu, độ tinh khiết, nhiệt độ, và môi trường xung quanh. Đây là một khái niệm rất quan trọng trong thiết kế các lò phản ứng hạt nhân và vũ khí hạt nhân .

## Khái niệm
Khái niệm khối lượng tới hạn liên quan chặt chẽ đến phản ứng dây chuyền, trong đó một phản ứng cho ra tác nhân để gây ra các phản ứng tiếp theo . Tuy nhiên tác nhân sinh ra có thể thoát khỏi khối vật liệu mà không gây phản ứng nếu lượng vật liệu quá ít. Khi khối vật liệu ở trong điều kiện lý-hóa xác định thì khối lượng tối thiểu để duy trì các tác nhân đó gây ra được trung bình một phản ứng kế tiếp, được gọi là khối lượng tới hạn.
Trong các phản ứng phân hạch hạt nhân thì tác nhân là neutron. Một neutron phản ứng với một nguyên tử của vật liệu phân hạch, ví dụ plutoni-239 239Pu (là vật liệu làm quả bom ném xuống Nagasaki, Nhật Bản), dẫn đến nguyên tử này vỡ ra thành 2 hạt nhân con và vài ba neutron thứ cấp. Khối lượng tới hạn của khối plutoni-239 là khối lượng tối thiểu để cho về trung bình thì những neutron thứ cấp gây được một phân hạch kế tiếp.
Giá trị định lượng bằng số đặc trưng cho khối lượng tới hạn là hệ số nhân neutron hiệu dụng K, biểu thị số neutron trung bình gây ra được phản ứng kế tiếp trong khối.
- Nếu khối lượng dưới tới hạn thì K<1, phản ứng giảm về một mức cân bằng. Số lượng phản ứng hay K tăng dần theo khối lượng. Đây là trạng thái cần có khi bảo quản vật liệu, hoặc trạng thái chờ hoạt động của lò phản ứng hay vũ khí hạt nhân.
- Khi đạt tới khối lượng tới hạn thì K=1, phản ứng tự duy trì với số lượng ổn định. Đây là trạng thái cần có của lò phản ứng hạt nhân khi hoạt động bình thường.
- Nếu khối lượng quá tới hạn thì K>1, phản ứng bùng nổ theo cấp số nhân và có thể mất kiểm soát, hệ thống có thể bị phá hủy do nhiệt phát ra nhiều. Đây là trạng thái cần có của vũ khí hạt nhân khi phát nổ.

## Khối lượng tới hạn các đồng vị
Bảng Khối lượng tới hạn các đồng vị cho vật thể dạng cầu đồng nhất, và phần lớn là tính toán lý thuyết.
| Đồng vị       | Khối lượng tới hạn [kg] | Khối lượng tới hạn [kg] | Khối lượng tới hạn [kg] | Nguồn |
| Đồng vị       | Không có phản xạ        | Phản xạ (20 cm H2O)     | Phản xạ (30 cm thép)    | Nguồn |
| ------------- | ----------------------- | ----------------------- | ----------------------- | ----- |
| 229Thori      | 2839,00                 | 2262,00                 | 994,00                  |       |
| 231Protactini | 580–9300 ?              | ?                       | ?                       |       |
| 233Urani      | 16,50                   | 7,30                    | 6,10                    | [ 4 ] |
| 234Urani      | 145,00                  | 134,00                  | 83,00                   |       |
| 235Urani      | 49,00                   | 22,80                   | 17,20                   | [ 5 ] |
| 235Neptuni    | 66,20                   | 60,00                   | 38,80                   |       |
| 236Neptuni    | 6,79                    | 3,21                    | 3,30                    |       |
| 237Neptuni    | 63,6–68,60              | 57,5–64,60              | 38,60                   | [ 6 ] |
| 236Plutoni    | ca. 8,04–8,42           | 5,00                    | 3,74–4,01               |       |
| 237Plutoni    | ca. 3,10                | 1,71                    | 1,62                    |       |
| 238Plutoni    | ca. 9,04–10,31          | 7,35                    | 4,70                    | [ 7 ] |
| 239Plutoni    | 10,00                   | 5,42–5,45               | 4,49                    | [ 4 ] |
| 240Plutoni    | 35,7–39,03              | 32,1–34,95              | 18,3–22,60              |       |
| 241Plutoni    | 12,27–13,04             | 5,87–6,68               | 5,05–5,49               |       |
| 242Plutoni    | 85,60                   | 78,20                   | 36,2–48,10              |       |
| 241Americi    | 57,6–75,60              | 52,5–67,60              | 33,8–44,00              |       |
| 242mAmerici   | 9–18,00                 | 3,2–6,40                | 3–4,60                  | [ 6 ] |
| 243Americi    | 50–209,00               | 195,00                  | 88–138,00               | [ 6 ] |
| 242Curi       | 24,8–371,00             | 17–260,00               | 7–231,00                |       |
| 243Curi       | 7,4–8,40                | 2,80                    | 2,8–3,10                |       |
| 244Curi       | 23,2–33,10              | 22,0–27,10              | 13,2–16,81              |       |
| 245Curi       | 6,7–12,00               | 2,6–3,10                | 2,7–3,50                | [ 8 ] |
| 246Curi       | 38,9–70,00              | 33,60                   | 22–23,20                | [ 8 ] |
| 247Curi       | 7,00                    | 3,50                    | 2,8–3,00                | [ 8 ] |
| 248Curi       | 40,40                   | 34,70                   | 21,50                   |       |
| 250Curi       | 23,50                   | 21,40                   | 14,70                   |       |
| 247Berkeli    | 75,70                   | 41,20                   | 35,20                   |       |
| 249Berkeli    | 192,00                  | 179,00                  | 131,00                  |       |
| 249Californi  | 5,91                    | 2,28                    | 2,39                    |       |
| 250Californi  | 6,55                    | 5,61                    | 3,13                    |       |
| 251Californi  | 5,46–9,00               | 2,45                    | 2,27                    | [ 9 ] |
| 252Californi  | 5,87                    | 2,91                    | 3,32                    |       |
| 254Californi  | 4,27                    | 2,86                    | 2,25                    |       |
| 254Einsteini  | 9,89                    | 2,26                    | 2,90                    |       |